# Grundelbachtal
Grundelbachtal war eine kurzlebige Gemeinde im hessischen Landkreis Bergstraße, die die zwei benachbarten Orte Gorxheim und Unter-Flockenbach umfasste und bald nach ihrer Gründung in der Gemeinde Gorxheimertal aufging.

## Geografische Lage
Das Gebiet der Gemeinde Grundelbachtal lag im Odenwald östlich von Weinheim an der Landesgrenze zwischen Hessen und Baden-Württemberg. Beide Ortsteile der Gemeinde liegen im Tal des namengebenden Grundelbachs, einem linken Zufluss der Weschnitz in Weinheim.

## Geschichte
Im Zuge der Gebietsreform in Hessen entstand die Gemeinde Grundelbachtal zum 31. Dezember 1970 durch den freiwilligen Zusammenschluss der bis dahin selbständigen Gemeinden Gorxheim und Unter-Flockenbach. Im weiteren Verlauf der Gebietsreform ging diese Neubildung auf den Tag genau ein Jahr später zusammen mit der Gemeinde Trösel in der Gemeinde Gorxheimertal auf.